# Villeneuve-d'Aval
Villeneuve-d'Aval és un municipi francès situat al departament del Jura i a la regió de Borgonya - Franc Comtat. L'any 2007 tenia 80 habitants.

## Demografia

### Població
El 2007 la població de fet de Villeneuve-d'Aval era de 80 persones. Hi havia 40 famílies de les quals 12 eren unipersonals (4 homes vivint sols i 8 dones vivint soles), 16 parelles sense fills, 8 parelles amb fills i 4 famílies monoparentals amb fills.
La població ha evolucionat segons el següent gràfic:
Habitants censats

### Habitatges
El 2007 hi havia 49 habitatges, 39 eren l'habitatge principal de la família, 5 eren segones residències i 5 estaven desocupats. 43 eren cases i 6 eren apartaments. Dels 39 habitatges principals, 34 estaven ocupats pels seus propietaris, 4 estaven llogats i ocupats pels llogaters i 1 estava cedit a títol gratuït; 3 tenien dues cambres, 3 en tenien tres, 17 en tenien quatre i 16 en tenien cinc o més. 29 habitatges disposaven pel capbaix d'una plaça de pàrquing. A 18 habitatges hi havia un automòbil i a 14 n'hi havia dos o més.

### Piràmide de població
La piràmide de població per edats i sexe el 2009 era:
| Homes | Edats   | Dones |
| ----- | ------- | ----- |
| 0     | 95 o +  | 0     |
| 0     | 90 a 94 | 0     |
| 0     | 85 a 89 | 0     |
| 0     | 80 a 84 | 4     |
| 0     | 75 a 79 | 4     |
| 4     | 70 a 74 | 4     |
| 0     | 65 a 69 | 0     |
| 0     | 60 a 64 | 0     |
| 4     | 55 a 59 | 4     |
| 8     | 50 a 54 | 0     |
| 4     | 45 a 49 | 8     |
| 4     | 40 a 44 | 8     |
| 4     | 35 a 39 | 0     |
| 0     | 30 a 34 | 0     |
| 4     | 25 a 29 | 0     |
| 0     | 20 a 24 | 4     |
| 0     | 15 a 19 | 8     |
| 8     | 10 a 14 | 0     |
| 0     | 5 a 9   | 0     |
| 0     | 0 a 4   | 0     |

## Economia
El 2007 la població en edat de treballar era de 46 persones, 41 eren actives i 5 eren inactives. Les 41 persones actives estaven ocupades(20 homes i 21 dones).. De les 5 persones inactives 2 estaven jubilades, 1 estava estudiant i 2 estaven classificades com a «altres inactius».
Activitats econòmiques
L'únic establiment que hi havia el 2007 era d'una empresa de construcció.
L'únic servei als particulars que hi havia el 2009 era una fusteria.
L'any 2000 a Villeneuve-d'Aval hi havia 8 explotacions agrícoles que ocupaven un total de 315 hectàrees.

## Poblacions més properes
El següent diagrama mostra les poblacions més properes.